# Centro de Congressos da Alfândega do Porto
O Centro de Congressos da Alfândega do Porto faz parte da AMTC - Associação para o Museu dos Transportes e Comunicações, fundada em 21 de Fevereiro de 1992, tratando-se de uma instituição privada sem fins lucrativos, constituída por 56 associados individuais e 25 associados institucionais.
Está localizado no edifico da Alfândega Nova (Porto), no centro histórico da cidade, na margem do rio Douro, e a dimensão do edifício histórico recuperado pelo Arquitecto Eduardo Souto Moura, galardoado com o premio Pritzker, posicionam este espaço como o local ideal para eventos como Congressos, Jantares, Exposições e Concertos, entre outros tipos de eventos.

## Espaço

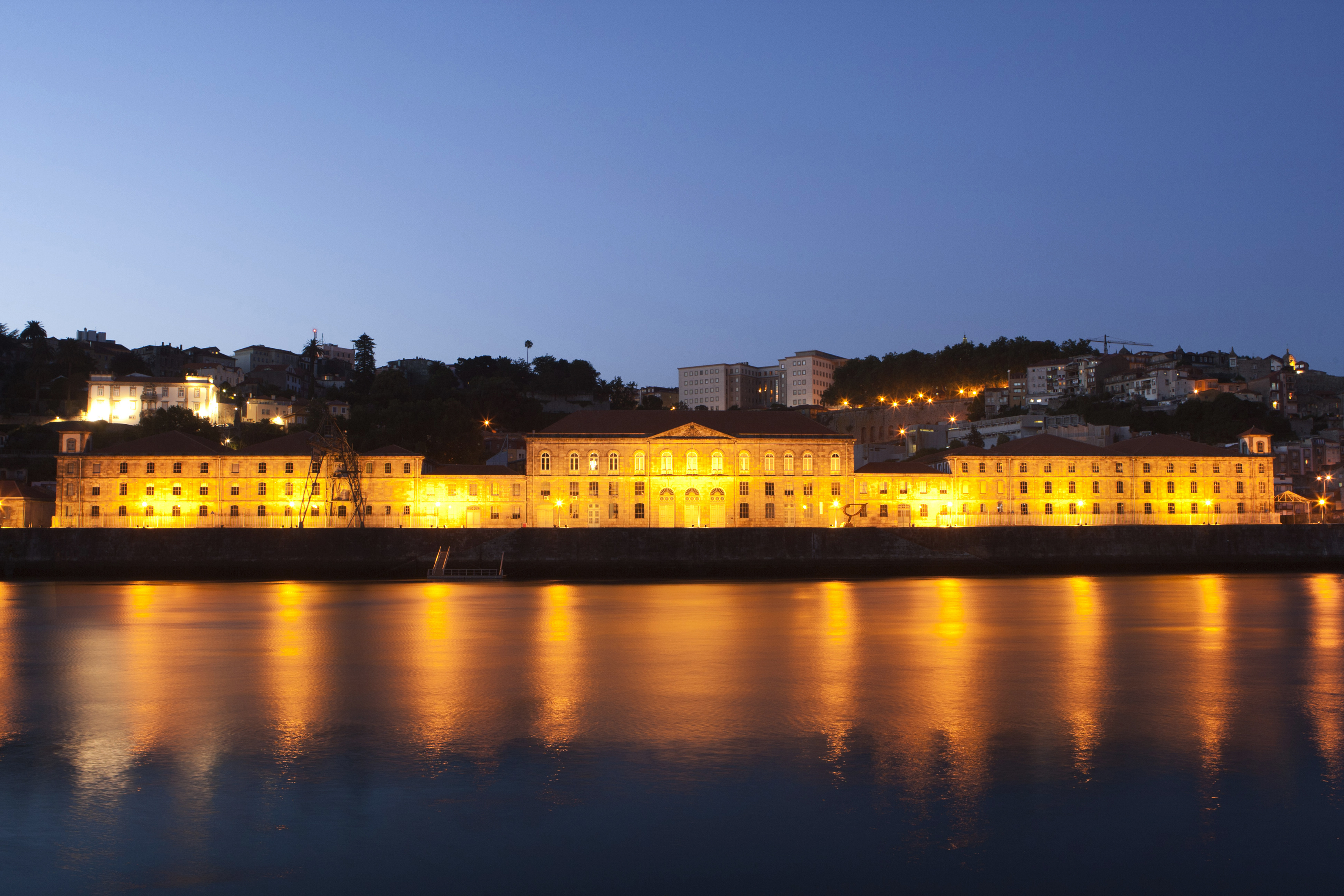
Edifício da Alfândega do Porto

O Centro de Congressos é composto por 22 espaços multi-funcionais, dispondo de 36 000 m2 de área útil, incluindo 400 lugares de estacionamento, cais de embarque e cobertura de Wi-fi em todo o edifício.
A amplitude do edifício da Alfândega com amplas e luminosas salas, propicia uma versatilidade e uma multi-funcionalidade únicas para a realização de grandes eventos. As obras de recuperação dotaram as salas de equipamentos de segurança, acústica e comunicações. Todas estas características, bem como pela sua localização e singularidades arquitectónicas, fizeram com que este edifício fosse escolhido para receber a VIII Cimeira Ibero-Americana (Outubro 1998), que trouxe a Portugal os presidentes e/ou primeiros-ministros dos países latino-americanos.

## Prémios
É um dos maiores e mais premiados Centro de Congressos do país.
- Prémio Melhor Centro de Congressos (Gala dos Eventos) 2007, 2011, 2012, 2013, 2014, 2015/2016
- Prémio Melhor Espaço para Congressos (Portugal Trade Awards – Publituris) 2013, 2014
- Prémio Europe’s Best Meetings & Conference Centre (Business Destinations Travel Awards) 2014, 2015
- Best National Supplier (IAPCO) 2015[2]

## Eventos

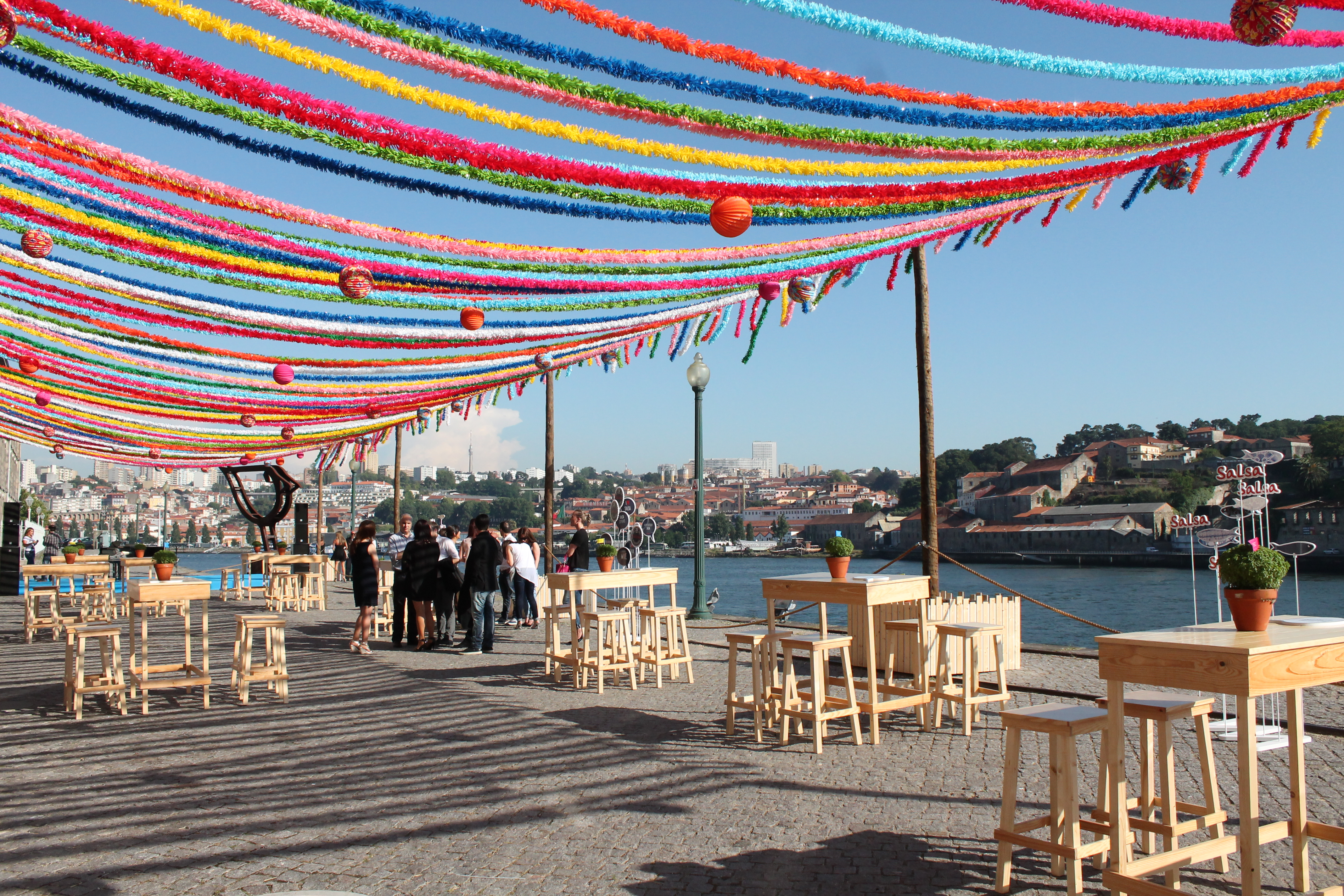

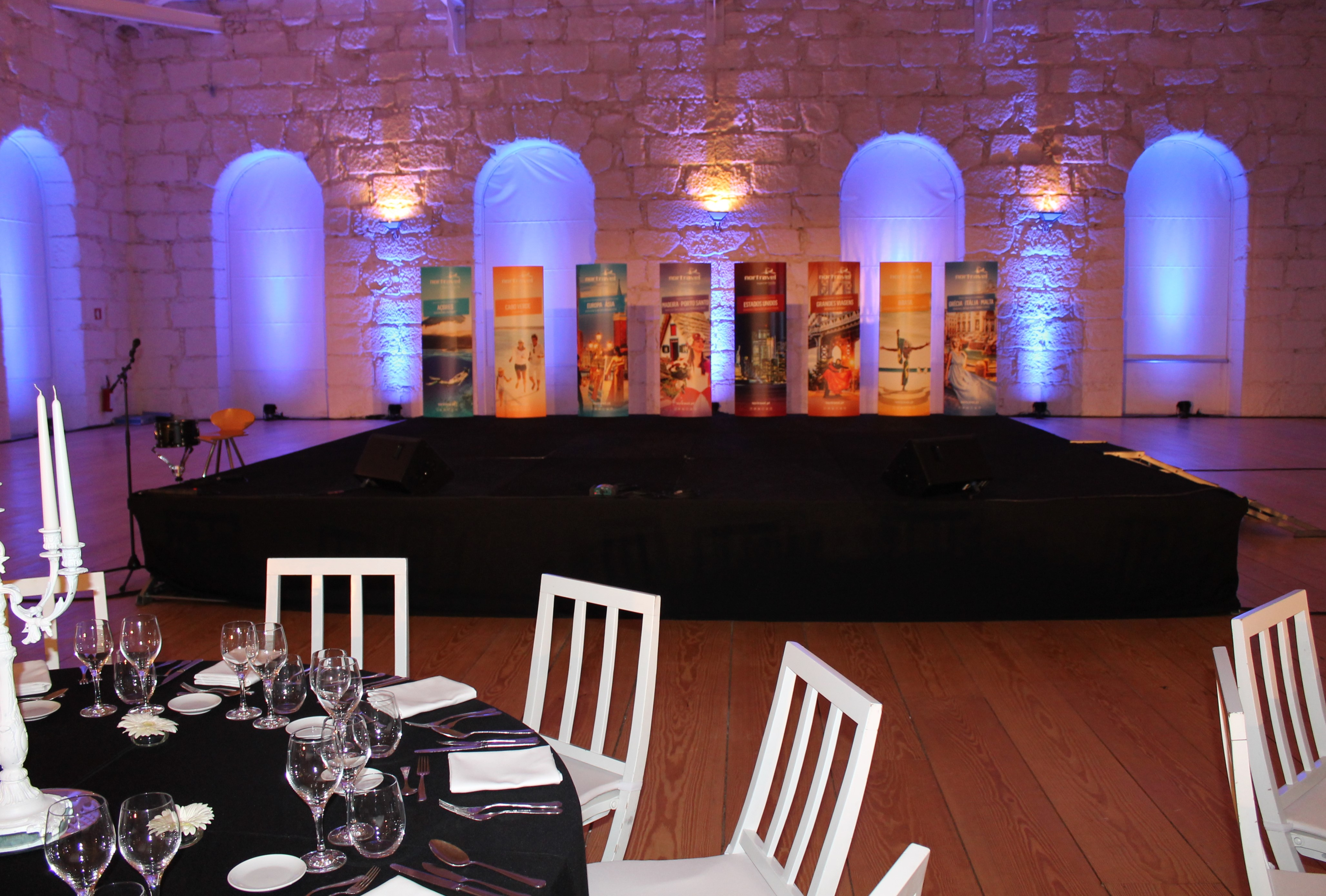

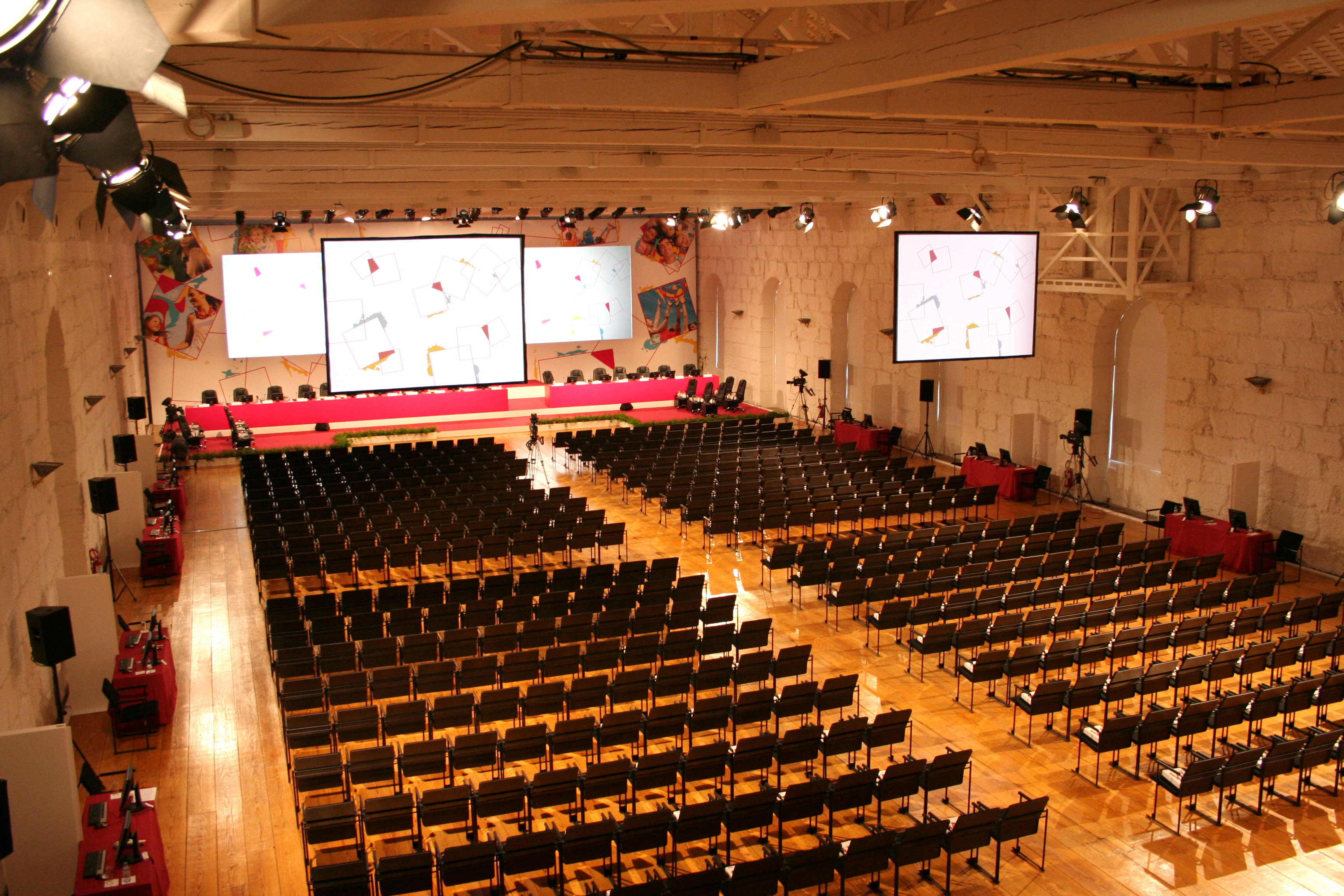

A partir de 1999 o Centro de Congressos começa a acolher grandes eventos dos quais podemos salientar alguns como:
- Presidência da União Europeia
- Reunião da POE – Programa Operacional da Economia
- Simpósio Internacional de turismo – ICEP
- Reunião Ministerial da OSCE
- Eurocities AGM

- Spine Week
- Red Bull Air Race
- Exposição “O Corpo Humano como Nunca o viu”
- Congresso Internacional de Nefrologia
- XXV Cimeira Luso Espanhola
- 32ª Conferência Internacional IAIA
- Extreme Sailling Series
- Portugal Fashion
- Modtissimo
- TEDx O’Porto
- Exposição “Dinossauros e Mundo Pré-Histórico
- Jantar e Baile de Gala da Confraria do Vinho do Porto
- Walking Dead Live Experience – Fox Live
- 15º Simpósio Anual NATA
- Concerto José Cid 10000 Anos depois entre Vénus e Marte
- Congresso de Nutrição e Alimentação
- The OportoShow
- 14º Congresso EVRS – European Vitreoretinal Society
- Exposição “Máquinas de Tortura”
- F1H20
- Porto Marathon
- 14th Congresso EVRS – European Vitreoretinal Society
- XXIX Annual Meeting ESVS – European Society for Vascular Surgery
- 51st Congress of the European Societies of Toxicology
- 2nd European Congress on Intrapartum Care
- ECML PKDD – European Conference on Machine Learning and Principles and Pratice of Knowledge Discovery in Databases
- 35th European Brewery Convention
- 31st European Research Networking Conference
- 1st Multi Spam Large Seminars[3]

## Cronologia

#### 1123 – 1699 Contextualização Histórica
1123 – Surge as primeiras referências escritas a cobranças de carácter aduaneiro no Porto ao foral do Bispo D. Hugo.
1254/1255 – Com a expansão do comércio para norte e após vários conflitos entre burgueses e o senhorio episcopal do Porto surge a Alfândega enquanto dispositivo do poder central.
1320 – Durante os conflitos, o rei D. Afonso IV ordenou fazer o almazém e allfandega, criando casa própria para resguardo das mercadorias.
1335 – Após vários protestos e conflitos, nesta data encontram se construídas as casas do “Almazém” para servirem de Alfândega, actual Casa do Infante.
1400 – Ao longo dos anos foram realizadas obras de ampliação e reconstrução. Com especial relevo a realizada nos inícios de 1400, no reinado de D. João I, a abertura da “Rua Nova” (actual rua Infante D. Henrique)
1410 – D. João I concedeu um novo foral para a reorganização do serviço alfandegário.
1517 – Confirmação dos direitos do rei sobre a dízima alfandegária no foral de D. Manuel.
1535 – O Rei D. João III emite o Regimento para tornar a instituição moderna e capaz de corresponder ao incremento comercial aberto pelas ligações com o Brasil.
1668 – Uniformização do regime aduaneiro do Reino após a restauração da independência

#### 1700 – 1836 Alfândega Velha
1703 – Publica-se o Regimento da Alfândega da Cidade do Porto, no qual se dá especial atenção que a alfândega não tem instalações suficientes de armazenagem e despacho. No inicio de séc. XIX, essa Alfandega, designada de Velha, já não suportava o efeito do movimento comercial.
1821 – Foi decidido adoptar provisoriamente mais um armazém – o armazém Saavedra mais conhecido por “alfândega de Massarelos” e actual Museu do Vinho do Porto
1823 – A dispersão do serviço alfandegário e a falta de segurança dos armazéns levou às cortes liberais o pedido de uma nova casa de Alfândega.
1834 – O ministro da fazenda José da Silva Carvalho recomendou ao Administrador Geral das Alfândegas do Norte a apresentação de uma proposta em que indicasse ao Governo um edifício público que servisse para nele se estabelecer a Alfândega.
1836 – O mesmo ministro solicitou ao Governador Civil do Porto planta e orçamento das obras, bem como os meios de levantar o capital necessário para a construção de um novo edifício da Alfândega.

#### 1840 – 1868 Projecto de uma Alfândega nova
1840 – Como as obras não avançavam, o deputado Passos Manuel, apresenta à Câmara dos Deputados um requerimento para a construção de um novo edifício em torno da Alfândega Velha.
1857 – A 16 de Junho publica-se a carta de lei que autoriza o governo a contrair um empréstimo para a construção do edifício. A 22 de Julho é organizada uma comissão para a obra da Alfândega.
1859 – A 23 de maio é aprovado, por decreto, o empréstimo devido às diligências realizadas junto banco Comercial do Porto que garantiu o mesmo.
Em 12 de Outubro de 1859 a comissão é dissolvida e o governo avança com a Construção do edifício com base no “plano Colson” cujo local para a construção do novo edifício seria a zona ribeirinha, o areal em frente de Miragaia.
As obras para a construção do novo edifício da Alfândega arrancam e a responsabilidade da obra fica a cargo do engenheiro Francisco de Carvalho Mourão Pinheiro e a obra do cais ao Eng.º Faustino José da Victoria.

#### 1869 – 1986 Alfândega nova
1869 – O Edifício da Alfândega Nova é inaugurado, sendo bem diferente da arquitectura dos velhos edifícios do século XV característicos da Ribeira.
Composto por um corpo central e dois corpos laterais simétricos, Colson usou essencialmente o ferro na sua construção, mas com a particularidade de lhe juntar outros materiais, tais como pedra, pequenos tijolos e madeira. Contudo, à medida que a construção avançava, introduziram-se modificações e vários tipos de estrutura: pilares de cantaria e abóbadas de pedra nos pisos subterrâneos, colunas de ferro e abobadilhas nos pisos intermédios a estruturas metálicas e madeira. No corpo central, o último piso é rematado por uma cobertura única em carvalho de Riga.
1871 – O Edifício da Alfândega Nova passou a articular-se com o exterior urbano através da Rua Nova da Alfândega, construída para o efeito. Esta rua tornou se uma estrutura decisiva na mobilidade da zona ribeirinha, artéria central de passagem e escoamento de todo o trânsito.
1881 – A Alfândega estabelece também conexão com o sistema ferroviário, na sequência da rede entretanto instalada na região. A 17 de Fevereiro é realizado um 1º contrato, e um adicional em 15 de Dezembro de 1885 para a construção deste ramal da Alfândega que se iniciou a 14 de Julho do mesmo ano.
1888 – Conclusão do ramal ferroviário

#### 1987 – 1991 Renascimento do edifício
1987 – Após de mais de 100 anos ao serviço Aduaneiro, o Edifício da Alfândega vê os seus serviços serem deslocados. Com a evolução das vias e dos meios de comunicação, muitos serviços sediados no Centro da Cidade deslocam-se para a periferia em busca de acessibilidades mais fáceis e de uma maior proximidade ao Aeroporto e ao Porto de mar (Leixões). O mesmo aconteceu com os serviços da Alfândega que gradualmente se deslocaram para próximo do terminal TIR, Porto de Leixões e Aeroporto.
Todavia na sequência de movimentações dos meios culturais da cidade e da autarquia surgiu a
Resolução do Conselho de Ministros a 27 de Março de 1987 que decidiu que o Edifício se tornaria o Museu dos Transportes, criando-se para o efeito uma comissão instaladora.

#### 1992 – 2000 Associação para o Museu dos Transportes e Comunicações 1º Evento
1992 – A 21 de Fevereiro foi criada a Associação para o Museu dos Transportes e Comunicações. Esta instituição promove exposições permanentes relacionadas com essa temática e abre as suas portas a outras valências como a realização de todo o tipo de eventos através da criação de um Centro de Congressos no mesmo espaço.
A partir desta data o edifício começa a sua renovação sob a alçada do Arquitecto Souto Moura.
1993 – Em 26 de Março a Associação passou a dirigir o destino bem como a reconversão do Edifício, depois de assinado um protocolo com o Estado.
1998 – A amplitude do edifício da Alfândega com amplas e luminosas salas, propicia uma versatilidade e uma multi-funcionalidade únicas para a realização de grandes eventos. As obras de recuperação dotaram as salas de equipamentos de segurança, acústica e comunicações. Todas estas características, bem como pela sua localização e singularidades arquitectónicas, fizeram com que este edifício fosse escolhido para receber a VIII Cimeira Ibero-Americana (Outubro 1998), que trouxe a Portugal os presidentes e/ou primeiros-ministros dos países latino-americanos. E assim deu se o pontapé de saída para a realização de eventos neste espaço magnífico
1999 – Foi assinado o auto de cessão do edifício da Alfândega do Porto por parte do Ministério das Finanças, destinada a sede do Museu. (18 de Outubro)

## Ligações Externas
- Site